# MacBook Air (Apple silicon)
MacBook Air із Apple silicon — лінійка ноутбуків Macintosh, які розробляються та виробляються Apple Inc. із 2020 року. У поточній лінійці продуктів MacBook Air — це ноутбук Apple початкового рівня, що поступається продуктивності MacBook Pro і наразі продається з 13-дюймовим дисплеєм.
Apple випустила свій перший MacBook Air із Apple Silicon у листопаді 2020 року на базі системи на чипі Apple M1. Оновлена версія із системою на чипі Apple M2 була випущена в 2022 році.

## Третє покління (Retina із Apple silicon)

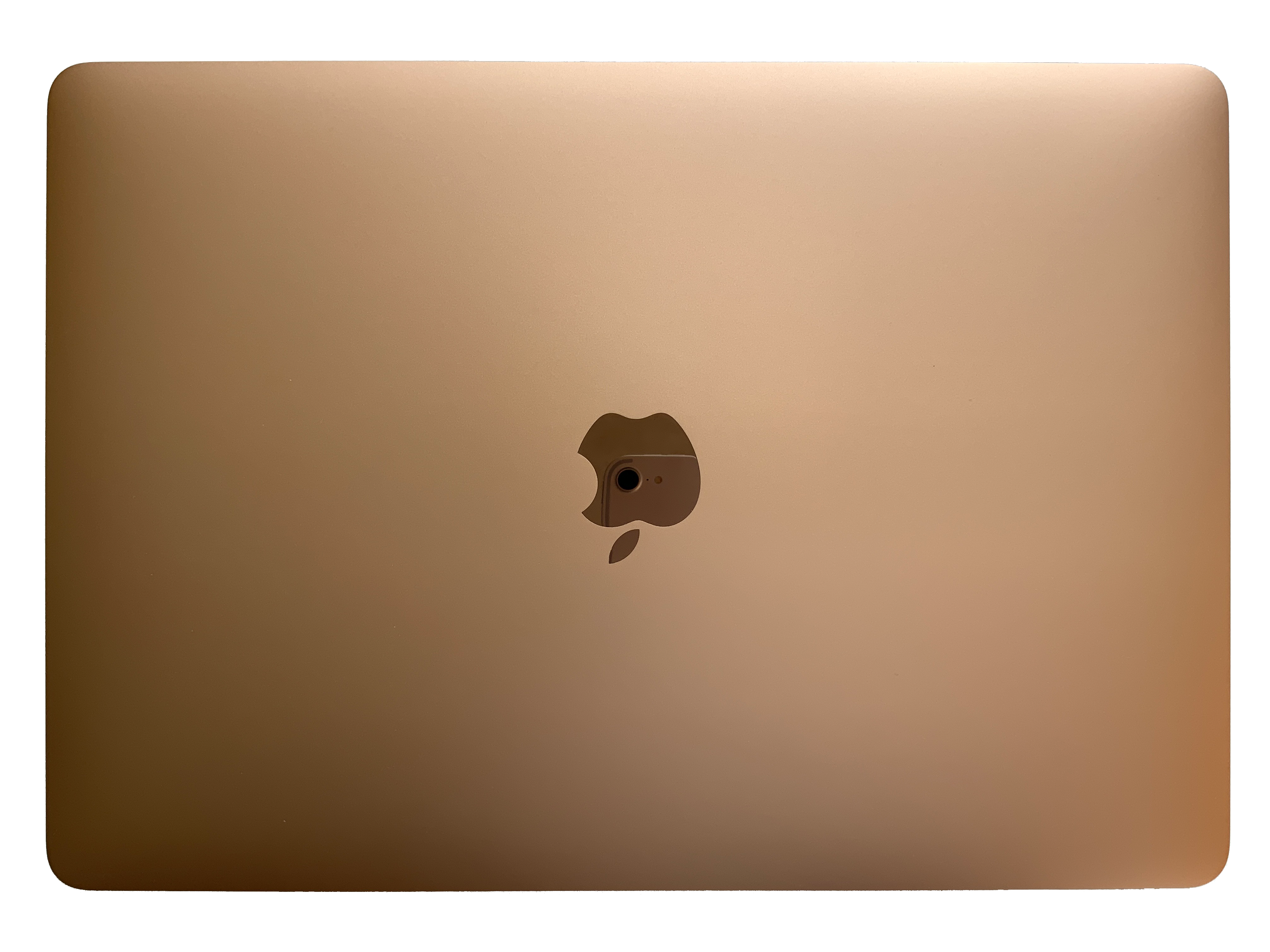
MacBook Air у закритому стані

10 листопада 2020 року Apple анонсувала оновлений MacBook Air із розробленим Apple процесором M1, випущеним разом із оновленим Mac Mini та 13-дюймовим MacBook Pro як перші комп'ютери Mac із новою лінійкою нестандартних процесорів Apple Silicon на базі ARM від Apple. Apple випустила пристрій через тиждень, 17 листопада. У пристрої використовується безвентиляторна конструкція. Він також має підтримку Wi-Fi 6, Thunderbolt 3/USB4 і розширену колірну гаму (P3). MacBook Air із M1 може працювати лише з одним зовнішнім дисплеєм; попередня модель на базі Intel могла працювати з двома дисплеями 4K. Камера FaceTime залишилася 720p, що викликало певну критику, але Apple заявляє про вдосконалений процесор сигналу зображення, що забезпечує відео вищої якості.

### Оцінки
MacBook Air із M1 отримав позитивні відгуки, причому багато похвал припали на можливості чипа M1.
У своєму огляді для Engadget Девіндра Гардавар оцінив MacBook Air на 94 із 100, оцінивши продуктивність як «шокуючу чутливість» і відзначивши серед деяких плюсів відсутність шуму вентилятора, «чудову» клавіатуру та трекпад. Окрім цього, він лише злегка торкнувся дизайну та відчуття від ноутбука, посилаючись на той факт, що ноутбук не зазнав значних змін, порівняно з моделлю MacBook Air початку 2020 року. Однак він похвалив корпус як «міцний, як завжди».
У огляді для Wired, Джуліан Чоккатту поскаржився на те, що MacBook Air поставляється лише з 2 портами USB-C, але похвалив клавіатуру та час автономної роботи. Він також похвалив безвентиляторний дизайн, сказавши, що це те, що він «оцінює знову і знову».
На YouTube опубліковано багато відео про можливості MacBook Air і його чипа M1. Чип M1 здатний перевершити у продуктивності навіть набагато більші ПК і ноутбуки.
MacBook Air із M1 зазнавав деяких проблем протягом свого життєвого циклу. Деякі користувачі повідомили про тривожно високе використання та знос твердотільного накопичувача, що привернуло багато уваги, оскільки якщо диск вийшов з ладу, користувач не міг його замінити. Використання деяких докстанцій USB-C також призводило до припинення роботи MacBook на базі Apple Silicon.
Під час випробувань час автономної роботи MacBook Air був на багато годин меншим, ніж заявлено Apple, що призвело до сумнівів у правдивості заяв компанії. Однак, коли ті самі тести були повторені з нижчим налаштуванням яскравості, час автономної роботи MacBook Air перевищив заяви Apple. Під час початкового тестування продуктивність батареї MacBook була настільки феноменальною, що Apple спочатку вважала повільну зміну показника заряду акумулятора помилкою.

### Технічні характеристики
|  | Поточний |

| Модель                    | Модель | M1, 2020 |
| ------------------------- | --- | --- |
| Хронологія                | Анонсовано | 10 листопада 2020 |
| Хронологія                | Випущено | 17 листопада 2020 |
| Хронологія                | Припинено | Виробляється |
| Хронологія                | Статус підтримки | Підтримується |
| Деталі моделі             | Ідентифікатор моделі | MacBookAir10,1 |
| Деталі моделі             | Номер моделі (знизу) | A2337 |
| Деталі моделі             | Номер партії (номер замовлення) | MGN63, MGN93, MGND3, MGN73, MGNA3, MGNE3 |
| Операційна система        | Початковий випуск | macOS 11 Big Sur |
| Операційна система        | Останній випуск | macOS 12 Monterey |
| Дисплей                   | Поверхня | Глянцевий дисплей |
| Дисплей                   | Розмір дисплея | 13,3 дюйма (340 мм) (діагональ) |
| Дисплей                   | Роздільна здатність | 2560 × 1600 |
| Дисплей                   | Щільність пікселів (ppi) | 227 |
| Дисплей                   | Співвідношення сторін | 16:10 |
| Дисплей                   | Підтримуване масштабування інтерфейсу користувача | ІК: 1680 × 1050 \| Дисплей: 3360 × 2100 ІК: 1440 × 900 \| Дисплей: 2880 × 1800 (За замовчуванням) ІК: 1280 × 800 \| Дисплей: 2560 × 1600 (Нативне) ІК: 1024 × 640 \| Дисплей: 2048 × 1280    |
| Дисплей                   | Яскравість ( кд⁄м2) | 400 |
| Дисплей                   | Підтримка колірної гами | Дисплей P3 |
| Дисплей                   | Дисплей True Tone | Підтримується |
| Дисплей                   | Частота оновлення | 60 Гц |
| Продуктивність та сховище | | |
| Система на чипі           | Apple M1 | |
| Ядра ЦП                   | 4 × 3,2 ГГц продуктивні ядра (Firestorm) та 4 × 2,064 ГГц ефективні ядра (Icestorm), загалом 8 ядер | |
| Кеш                       | Продуктивні ядра: 192 КБ L1i, 128 КБ L1d, 12 МБ спільного L2 Ефективні ядра: 128 КБ L1i, 64 КБ L1d, 4 МБ спільного L2 Кеш системного рівня: 8 МБ                                                       | |
| Ядра графічного процесора | 7-ядерний Apple G13G (112 EUs, 896 ALUs) або 8-ядерний Apple G13G (128 EUs, 1024 ALUs) 8-ядерна конфігурація недоступна з 6 червня 2022 року                                                           | |
| Neural Engine             | 16-ядерний (11 трильйонів операцій на секунду) | |
| Система охолодження       | Алюмінієвий розподільник тепла, без вентилятора | |
| Тип пам'яті               | 128-бітна двоканальна уніфікована пам'ять LPDDR4X-4266 (68,25 ГБ/с) | |
| Ємність пам'яті           | 8 ГБ, не можна замінити Конфігурацію 16 ГБ можна обрати на момент покупки, після чого не можна змінити                                                                                                 | |
| Тип SSD                   | SSD на базі PCIe | |
| Ємність SSD               | 256 ГБ або 512 ГБ, не можна змінити Конфігурацію 512 ГБ (для моделей 256 ГБ), 1 ТБ або 2 ТБ можна обрати на момент покупки, після чого не можна змінити. 128 ГБ доступно лише для навчальних закладів. | |
| Клавіатура та трекпад     | Тип клавіатури | Клавіатура Magic Keyboard з підсвічуванням, механізмом (перемикач-ножиці) і датчиком зовнішнього освітлення                                                                                  |
| Клавіатура та трекпад     | Кількість клавіш | 78 (США) або 79 (ISO) клавіш, включно з 12 функціональними клавішами та 4 клавішами зі стрілками у формі перевернутої літери «Т»                                                             |
| Клавіатура та трекпад     | Трекпад | Трекпед Force Touch |
| Клавіатура та трекпад     | Touch Bar | ВІдсутній |
| Безпечна автентифікація   | Touch ID | Так |
| Відео та аудіо            | Відеокамера | 720p FaceTime HD Camera з вдосконаленим процесором сигналу зображення з обчислювальним відео                                                                                                 |
| Відео та аудіо            | Динамік | Стереодинаміки з обʼємним стереозвуком |
| Відео та аудіо            | Відтворення Dolby Atmos | Підтримується |
| Відео та аудіо            | Мікрофон | Система з трьох направлених мікрофонів |
| Відео та аудіо            | Порт 3,5 мм для навушників | Так |
| Підключення               | Wi-Fi | Wi-Fi 6 (802.11 a/b/g/n/ac/ax) |
| Підключення               | Bluetooth | Bluetooth 5.0 |
| Підключення               | Порти | 2 × порти Thunderbolt 3 (USB-C 4), що підтримують протоколи заряджання та DisplayPort. Немає підтримки eGPU Швидкість передачі до 40 Гбіт/с (Thunderbolt 3 або USB4) і 10 Гбіт/с (3.1 Gen 2) |
| Підключення               | Підтримка зовнішнього дисплея | Один дисплей до 6016 x 3384 при 60 Гц |
| Живлення                  | Акумулятор | Інтегрований літійполімерний акумулятор 11,4 В, 49,9 Вт·год (4379 мА·год) |
| Живлення                  | Кількість циклів заряджання | 1000 |
| Живлення                  | Адаптер живлення в комплекті | Адаптер живлення USB-C потужністю 30 Вт |
| Викиди парникових газів   | Викиди парникових газів | 161 кг CO2e із сховищем на 256 ГБ або 181 кг CO2e із сховищем на 512 ГБ |
| Розміри та вага           | Ширина | 30 см |
| Розміри та вага           | Глибина | 21,2 см |
| Розміри та вага           | Висота | 0,4 см — 1,6 см |
| Розміри та вага           | Вага | 1,29 кг |

## Четверте покоління (Flat Unibody)
6 червня 2022 року на WWDC 2022 Apple представила оновлений MacBook Air на базі системи на чипі Apple M2. Він має кілька елементів дизайну з моделей MacBook Pro на M1 Pro і M1 Max, таких як плаский дизайн у формі плити, повнорозмірні функціональні клавіші та дисплей Liquid Retina із закругленими кутами та виїмкою для вебкамери 1080p. Він має два комбінованих порти Thunderbolt 3/USB 4 і зарядку MagSafe.

### Технічні характеристики
|  | Майбутній |

| Модель                    | Модель | M2, 2022 | M2, 2022 |
| ------------------------- | --- | --- | --- |
| Хронологія                | Анонсовано | 6 червня 2022 | 6 червня 2022 |
| Хронологія                | Випущено | Липень 2022 | Липень 2022 |
| Хронологія                | Припинено | У майбутньому | У майбутньому |
| Хронологія                | Статус підтримки | Підтримується | Підтримується |
| Деталі моделі             | Ідентифікатор моделі | TBD | TBD |
| Деталі моделі             | Номер моделі (знизу) | TBD | TBD |
| Деталі моделі             | Номер партії (номер замовлення) | TBD | TBD |
| Дисплей                   | Поверхня | Глянцевий дисплей | Глянцевий дисплей |
| Дисплей                   | Розмір дисплея | 13,6 дюйма (350 мм) (даігональ) | 13,6 дюйма (350 мм) (даігональ) |
| Дисплей                   | Роздільна здатність | 2560 × 1664 | 2560 × 1664 |
| Дисплей                   | Щільність пікселів (ppi) | 224 | 224 |
| Дисплей                   | Співвідношення сторін | 9:5.85 (16:10 без вирізу) | 9:5.85 (16:10 без вирізу) |
| Дисплей                   | Підтримуване масштабування інтерфейсу користувача                                                                                                | TBD | TBD |
| Дисплей                   | Яскравість ( кд⁄м2) | 500 | 500 |
| Дисплей                   | Підтримка колірної гами | Дисплей P3 | Дисплей P3 |
| Дисплей                   | Дисплей True Tone | Підтримується | Підтримується |
| Дисплей                   | Частота оновлення | 60 Гц | 60 Гц |
| Продуктивність та сховище | | | |
| Система на чипі           | Apple M2 | Apple M2 | |
| Ядра ЦП                   | 4 × 3.49 GHz продуктивні ядра (Avalanche) and 4 × Ефективні ядра (Blizzard), загалом 8 ядер                                                      | 4 × 3.49 GHz продуктивні ядра (Avalanche) and 4 × Ефективні ядра (Blizzard), загалом 8 ядер | |
| Кеш                       | Продуктивні ядра: 192 КБ L1i, 128 КБ L1d, 16 МБ спільного L2 Ефективні ядра: 128 КБ L1i, 64 КБ L1d, 4 МБ спільного L2 Кеш системного рівня: 8 МБ | Продуктивні ядра: 192 КБ L1i, 128 КБ L1d, 16 МБ спільного L2 Ефективні ядра: 128 КБ L1i, 64 КБ L1d, 4 МБ спільного L2 Кеш системного рівня: 8 МБ | |
| Ядра графічного процесора | 8-ядерний Apple (256 EUs, 2048 ALUs) | 10-ядерний Apple (320 EUs, 2560 ALUs) | |
| Neural Engine             | 16-ядерний (15,8 трильйона операцій на секунду)                                                                                                  | 16-ядерний (15,8 трильйона операцій на секунду) | |
| Система охолодження       | Алюмінієвий розподільник тепла, без вентилятора                                                                                                  | Алюмінієвий розподільник тепла, без вентилятора | |
| Тип пам'яті               | 128-бітна двоканальна уніфікована пам'ять LPDDR5-6400 (102,4 ГБ/с)                                                                               | 128-бітна двоканальна уніфікована пам'ять LPDDR5-6400 (102,4 ГБ/с) | |
| Ємність пам'яті           | 8 ГБ, не можна замінити 16 ГБ або 24 ГБ доступно на момент придбання, пізніше неможливо змінити                                                  | 8 ГБ, не можна замінити 16 ГБ або 24 ГБ доступно на момент придбання, пізніше неможливо змінити | |
| Тип SSD                   | SSD на базі PCIe | SSD на базі PCIe | |
| Ємність SSD               | 256 ГБ або 512 ГБ, не можна змінити 512 ГБ (для моделей 256 ГБ), 1 ТБ або 2 ТБ доступно на момент придбання, неможливо змінити після.            | 256 ГБ або 512 ГБ, не можна змінити 512 ГБ (для моделей 256 ГБ), 1 ТБ або 2 ТБ доступно на момент придбання, неможливо змінити після. | |
| Клавіатура та трекпад     | Тип клавіатури | Клавіатура Magic Keyboard з підсвічуванням, механізмом (перемикач-ножиці) і датчиком зовнішнього освітлення | Клавіатура Magic Keyboard з підсвічуванням, механізмом (перемикач-ножиці) і датчиком зовнішнього освітлення |
| Клавіатура та трекпад     | Кількість клавіш | 78 (США) або 79 (ISO) клавіш, включно з 12 функціональними клавішами та 4 клавішами зі стрілками у формі перевернутої літери «Т» | 78 (США) або 79 (ISO) клавіш, включно з 12 функціональними клавішами та 4 клавішами зі стрілками у формі перевернутої літери «Т» |
| Клавіатура та трекпад     | Трекпад | Трекпед Force Touch | Трекпед Force Touch |
| Клавіатура та трекпад     | Touch Bar | Відсутній | Відсутній |
| Безпечна автентифікація   | Touch ID | Так | Так |
| Відео та аудіо            | Відеокамера | 1080p FaceTime HD Camera з вдосконаленим процесором сигналу зображення з обчислювальним відео | 1080p FaceTime HD Camera з вдосконаленим процесором сигналу зображення з обчислювальним відео |
| Відео та аудіо            | Динамік | Аудіосистема з чотирма динаміками і обʼємним стереозвуком | Аудіосистема з чотирма динаміками і обʼємним стереозвуком |
| Відео та аудіо            | Відтворення Dolby Atmos | Підтримується Spatial Audio у вбудованих динаміках або AirPods із динамічним відстеженням голови | Підтримується Spatial Audio у вбудованих динаміках або AirPods із динамічним відстеженням голови |
| Відео та аудіо            | Мікрофон | Система з трьох направлених мікрофонів | Система з трьох направлених мікрофонів |
| Відео та аудіо            | Порт 3,5 мм для навушників | Так, з розширеною підтримкою високоомних навушників | Так, з розширеною підтримкою високоомних навушників |
| Підключення               | Wi-Fi | Wi-Fi 6 (802.11 a/b/g/n/ac/ax) | Wi-Fi 6 (802.11 a/b/g/n/ac/ax) |
| Підключення               | Bluetooth | Bluetooth 5.0 | Bluetooth 5.0 |
| Підключення               | Порти | 2 × порти Thunderbolt 3 (USB-C 4), що підтримують протоколи заряджання та DisplayPort. Немає підтримки eGPU Швидкість передачі до 40 Гбіт/с (Thunderbolt 3 або USB4) і 10 Гбіт/с (3.1 Gen 2) | 2 × порти Thunderbolt 3 (USB-C 4), що підтримують протоколи заряджання та DisplayPort. Немає підтримки eGPU Швидкість передачі до 40 Гбіт/с (Thunderbolt 3 або USB4) і 10 Гбіт/с (3.1 Gen 2) |
| Підключення               | Підтримка зовнішнього дисплея | Один дисплей до 6016 x 3384 при 60 Гц | Один дисплей до 6016 x 3384 при 60 Гц |
| Живлення                  | Акумулятор | Інтегрований літійполімерний акумулятор 52,6 Вт·год | Інтегрований літійполімерний акумулятор 52,6 Вт·год |
| Живлення                  | Кількість циклів заряджання | 1000 | 1000 |
| Живлення                  | Адаптер живлення в комплекті | Адаптер живлення USB-C потужністю 30 Вт (8-ядерний графічний процесор) Адаптер живлення USB-C потужністю 35 Вт для 8-ядерного графічного процесора доступний на момент придбання Адаптер живлення USB-C потужністю 67 Вт для 8-ядерного графічного процесора доступний на момент придбання Компактний адаптер живлення з подвійним портом USB-C потужністю 35 Вт (10-ядерний графічний процесор і накопичувач 512 ГБ) Адаптер живлення USB-C потужністю 67 Вт для 10-ядерного графічного процесора доступний на момент придбання | Адаптер живлення USB-C потужністю 30 Вт (8-ядерний графічний процесор) Адаптер живлення USB-C потужністю 35 Вт для 8-ядерного графічного процесора доступний на момент придбання Адаптер живлення USB-C потужністю 67 Вт для 8-ядерного графічного процесора доступний на момент придбання Компактний адаптер живлення з подвійним портом USB-C потужністю 35 Вт (10-ядерний графічний процесор і накопичувач 512 ГБ) Адаптер живлення USB-C потужністю 67 Вт для 10-ядерного графічного процесора доступний на момент придбання |
| Викиди парникових газів   | Викиди парникових газів | 147 кг CO2e із сховищем на 256 ГБ або 171 кг CO2e із сховищем на 512 ГБ | 147 кг CO2e із сховищем на 256 ГБ або 171 кг CO2e із сховищем на 512 ГБ |
| Операційна система        | Початковий випуск | macOS 12 Monterey | macOS 12 Monterey |
| Операційна система        | Останній випуск | macOS 12 Monterey | macOS 12 Monterey |
| Розміри та вага           | Ширина | 30 см | 30 см |
| Розміри та вага           | Глибина | 21,5 см | 21,5 см |
| Розміри та вага           | Висота | 1,1 см | 1,1 см |
| Розміри та вага           | Вага | 1,2 кг | 1,2 кг |

## Розвиток
Аналітики стверджують, що Apple планує випустити новий 15-дюймовий MacBook Air з оновленим процесором Apple Silicon, імовірно, на 3-нм техпроцесі. Можливо, Apple також планує випустити 12-дюймову версію MacBook Air, замінивши знятий з виробництва MacBook. Критики підтримують це рішення і стверджують, що недорогий, високопродуктивний і ефективний MacBook Air швидко стане дуже успішним і популярним ноутбуком.

## Хронологія
| Хронологія всіх портативних комп’ютерів Macintosh |
| ------------------------------------------------- |
| Див. також: Хронологія моделей Macintosh          |